# 최서인
최서인(본명: 최호진, 1983년 10월 18일 ~ 2017년 12월 18일)은 대한민국의 희극 배우였다. 2009년 SBS 공채 10기 개그우먼으로 데뷔했다. 데뷔 8년 후, 2017년 12월 18일, 난소암으로 사망했다.

## 학력
- 세종대학교 (음악과 / 학사)

## 출연작

### 방송
- 《웃찾사》 (SBS)
- 《개그스타》 (KBS)
- 《코미디빅리그》 (tvN)
  - 썸&쌈 박나래 역
  - 불우한 명곡 이선히릿(이선희) 역
  - 지구대 김순경 순경 역
  - 으랏차차 대한민국